# Мансур Рашид аль-Кехья
Мансур Рашид аль-Кехья (1 декабря 1931 года, Бенгази, Ливия — по данным ЦРУ умер в 1997 году, по данным Центра защиты прав человека в октябре 2012 года) — ливийский политик, был министром иностранных дел Ливийской Арабской Республики с 16 июля 1972 года по 14 ноября 1974 года, также был постоянным представителем Ливии при ООН. Впоследствии сбежал из Ливии и стал одним из лидеров зарубежной оппозиции политике Муаммара Каддафи.

## Исчезновение
В 1993 году было сообщено, что аль-Кехья был похищен в Египте около одного из отелей. По свидетельствам очевидцев, трое мужчин запихнули Мансура в машину с ливийскими дипломатическими номерами. Ни ливийские, ни египетские компетентные органы никак не комментируют ситуацию. По данным ЦРУ, аль-Кехья был схвачен египтянами, затем передан в Ливию, где его казнили в 1997 году.